# Нозематоз пчёл
Нозематоз пчёл (Ноземоз, лат. Nosemosis) — инвазионная болезнь пчелиных семей, которую вызывают одноклеточные паразиты рода Nosema. Характеризуется нарушением функции кишечника. Поражаются преимущественно эпителиальные клетки средней кишки и мальпигиевые сосуды. Источник возбудителя инвазии — больные пчёлы. Споры нозем передаются через мёд, пергу, соты и т.п.
К болезни могут привести длительная зимовка пчёл, низкое качество зимнего корма, высокая влажность в зимовнике, длительная неблагоприятная для лета погода и т.д.
В пораженных семьях наблюдается массовая гибель пчёл в течение зимовки и в первый месяц после вынесения и установки ульев на пасеке. У погибших насекомых брюшко увеличено, мягкое. Диагноз ставят на основании клинических признаков (понос, вялость) и результатов микроскопии содержимого кишечника. В лечебных целях применяют сироп с фумагиллином. Профилактика: соблюдение оптимальных условий зимовки пчёл; При появлении болезни проводят дезинфекцию парами формалина.